# József Kökény
József Kökény (Cegléd, 30 de julio de 1940 - Salgótarján, 1 de febrero de 2014) fue un jugador de fútbol húngaro que jugaba en la demarcación de delantero.

## Biografía
Tras jugar en las categorías inferiores del Ceglédi VSE, Kökény fichó por el Ferencvárosi TC en 1961 a los 21 años de edad. Con el club ganó la Nemzeti Bajnokság I en 1963 y en 1964 durante las tres temporadas que permaneció, junto a una Copa de Ferias en la temporada 1964/1965. Además marcó un gol en 41 partidos jugados. Al finalizar la temporada de 1964, Kökény fue traspasado al Salgótarján BTC para los seis años siguientes. Con el equipo llegó a ser finalista de la Copa de Hungría en 1967. Además jugó 57 partidos en los que marcó tres goles en total. Finalmente en 1970 a los 30 años de edad, Kökény se retiró como futbolista.
Falleció el 1 de febrero de 2014 a los 73 años de edad tras una larga enfermedad.

## Clubes
| Club            | País    | Año         | Partidos | Goles |
| --------------- | ------- | ----------- | -------- | ----- |
| Ferencvárosi TC | Hungría | 1961 - 1964 | 41       | 1     |
| Salgótarján BTC | Hungría | 1964 - 1970 | 57       | 3     |

## Palmarés

### Campeonatos nacionales
| Título              | Club            | País    | Año  |
| ------------------- | --------------- | ------- | ---- |
| Nemzeti Bajnokság I | Ferencvárosi TC | Hungría | 1963 |
| Nemzeti Bajnokság I | Ferencvárosi TC | Hungría | 1964 |

### Campeonatos continentales
| Título         | Club            | País    | Año  |
| -------------- | --------------- | ------- | ---- |
| Copa de Ferias | Ferencvárosi TC | Hungría | 1965 |